# 2135 Aristaeus
2135 Aristaeus هو كويكب، يقع ضمن كويكبات أبولو.، ويقع ضمن حزام الكويكبات. اكتشف في 17 أبريل 1977. وقد اكتشفه اليانور إف. هيلين.

## روابط خارجية
- 2135 Aristaeus في قاعدة بيانات مختبر الدفع النفاث لأجرام النظام الشمسي الصغيرة

- الاكتشاف · مخطط المدار ·  العناصر المدارية · المعلمات المادية

- 2135 Aristaeus على موقع ويكي سكاي: DSS2, SDSS, GALEX, IRAS, Hydrogen α, X-Ray, Astrophoto, Sky Map, Articles and images